# Milena Kordež
Milena Kordež (* 10. September 1953 in Kranj) ist eine ehemalige jugoslawische Skilangläuferin.
Kordež, die für den SK Triglav Kranj startete, kam im Februar 1976 in Innsbruck bei ihrer einzigen Teilnahme an Olympischen Winterspielen auf den 39. Platz über 10 km und auf den 37. Rang über 5 km. Zwei Jahre später errang sie bei den Weltmeisterschaften in Lahti den 41. Platz über 10 km.